# Roosna-Alliku kommun
Roosna-Alliku vald är en kommun i Estland.   Den ligger i landskapet Järvamaa, i den centrala delen av landet, 70 km sydost om huvudstaden Tallinn.
Följande samhällen finns i Roosna-Alliku vald:
- Roosna-Alliku
- Viisu